# Моравская бановина
Мора́вская банови́на (сербохорв. Moravska banovina, Моравска бановина) — бановина в Королевстве Югославия в период с 1929 по 1941 год.

## География
Моравская бановина была расположена в восточной части королевства, на территории современной Центральной Сербии и Северо-Восточного Косово.
На юге бановина граничила с Вардарской, на западе — с Зетской и Дринской, на севере — с Дунайской бановиной и Румынией, на востоке — с Болгарией.
Бановина получила своё название по реке Морава. Её административным центром считался город Ниш.

## История
В 1941 году, во время Второй мировой войны страны нацистского блока оккупировали Моравскую бановину и поделили её между Болгарией, оккупированной немцами Сербией и Албанией под итальянским управлением.
После войны регион вошёл в СФРЮ как часть Социалистической республики Сербия, в том числе Социалистического автономного края Косово.

## Население
Религиозный состав населения 1931 году:
- православные — 1 364 490
- римо-католики — 11 061
- евангельские христиане — 268
- другие христиане — 299
- мусульмане — 58 802
- другие — 664

## Баны
- Джордже Несторович (1929—1931)
- Джордже Дреновац (1931—1932)
- Еремия Живанович (1932—1935)
- Добрица Маткович (1935—1936)
- Марко Новакович (1936—1937)
- Предраг Лукич (1937—1938)
- Яничие Красоевич (1938—1939)
- Милан Николич (1939—1941)
- Иван Джорджевич (1941—1941)